# Anillo de Oro de Rusia

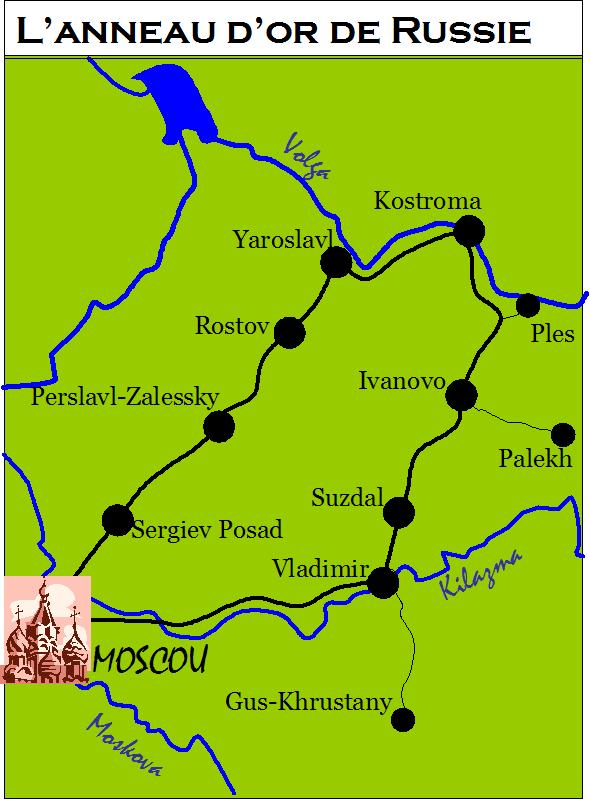
Mapa del Anillo de Oro de Rusia

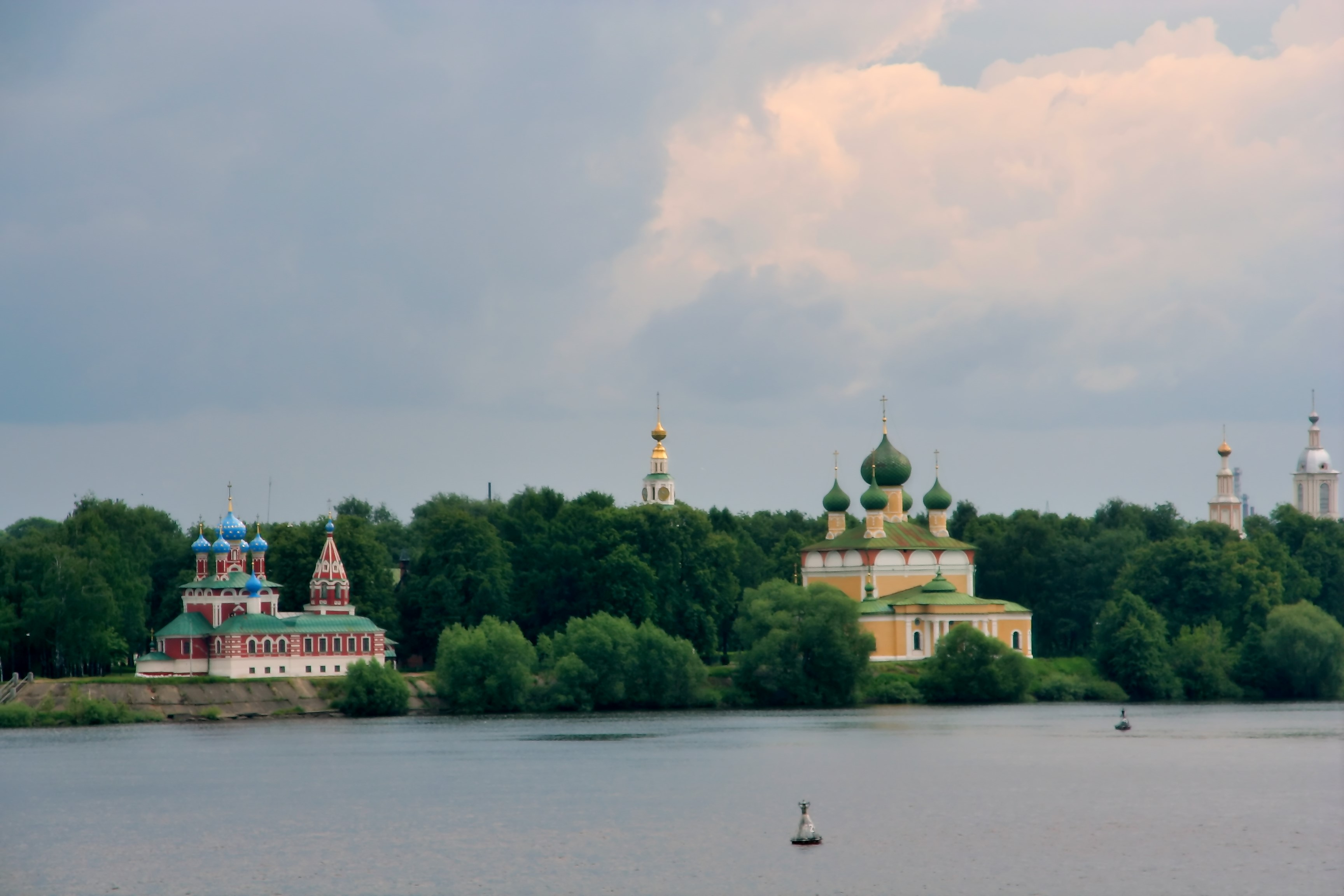
El río Volga en Úglich.

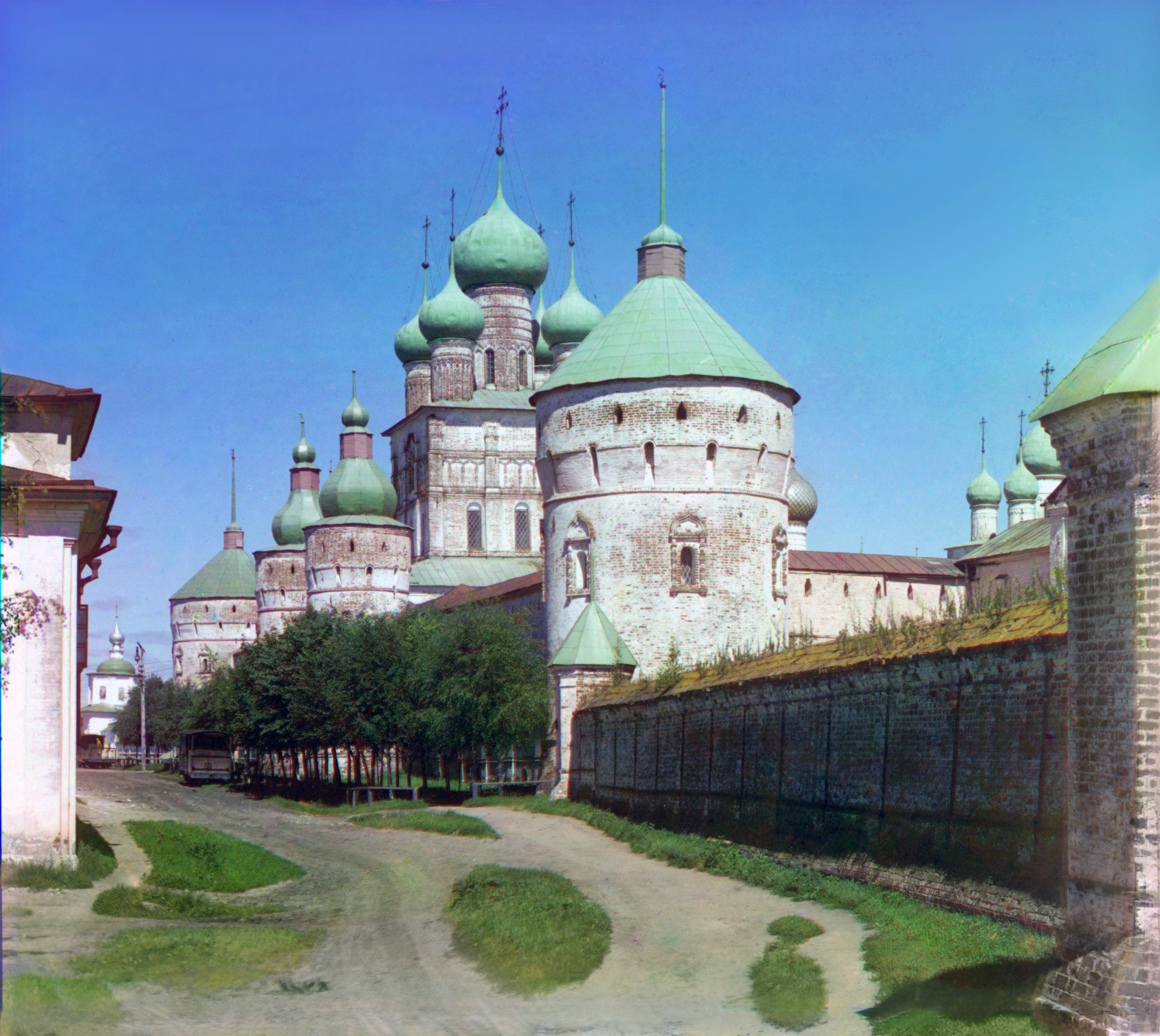
El kremlin de Rostov en verano.

El Anillo de Oro de Rusia (en ruso: Золото́е кольцо́ Росси́и, romanizado: Zolotoye koltsó Rossii) es el nombre de una etiqueta turística que describe una ruta que pasa por las antiguas ciudades del noreste de Rusia, donde se conservan monumentos históricos y culturales y centros de artes populares únicos del país. El autor del término y de la idea de la ruta del anillo fue el periodista y escritor Yuri Bychkov, que publicó en el diario «La cultura soviética», en noviembre-diciembre de 1967, una serie de ensayos sobre la antigua ciudad bajo el título general de «Anillo de Oro» («Золотое кольцо») Más tarde, ese nombre fue asignado a la ruta turística.
El Anillo de Oro incluye tradicionalmente ocho principales ciudades: Sérguiev Posad, Pereslavl-Zaleski, Rostov, Yaroslavl, Kostromá, Ivánovo, Súzdal, Vladímir.
Las ciudades se encuentran repartidas en cinco óblast: Moscú, Yaroslavl, Ivánovo, Kostromá, Vladímir.

## Descripción
El anillo completo comprende las siguientes ciudades y localidades, comenzando al noroeste de Moscú y avanzando en el sentido de las agujas del reloj (entre paréntesis, se recoge la fecha de fundación y los habitantes en 2017):
- Sergiyev Posad (1742) (104 579 hab.) (MOS) — Laura de la Trinidad y San Sergio ( Patrimonio de la Humanidad     (1993)).
- Aleksándrov (siglo XIV) (59 328 hab.) (VLA) — Kremlin de Aleksándrov.
- Pereslavl-Zaleski (1152) (39 105 hab.) (YAR) — Catedral del monasterio Nikolski
- Kaliazin (siglo XII) ((13 025 hab.) (TVE)
- Úglich (937)(32 146 hab.) (YAR) —  Iglesia de San Demetrio en la Sangre y palacio del zarévich.
- Rybinsk (1071) (190 429 hab.) (YAR) —
- Tutáyev (1370) (40 441 hab.) (YAR) —  Catedral de la Elevación de la Cruz
- Rostov (832) (39 000 hab.) (YAR) —  Kremlin de Rostov
- Yaroslavl (1010) (608 079 hab.) (YAR) —  Centro histórico de la ciudad de Yaroslavl   ( Patrimonio de la Humanidad     (2005)).
- Kostromá (1152) (277 648 hab.) (KOS) —  Monasterio Ipátiev.
- Plios (1410) (1796 hab.) (IVA) —
- Palej (siglo XV) (4821[ hab.) (IVA) —  Iglesia de la Elevación de la Cruz
- Ivánovo (1561) (406 933 hab.) (IVA) —  Monasterio de la presentación de María al templo.
- Súzdal (999) (9749 hab.) (VLA) — Monumentos Blancos de Vladímir y Súzdal  ( Patrimonio de la Humanidad     (1992)).
- Kídeksha (1152) (137 hab.) (VLA) —
- Yúriyev-Polski (1152) (18 610 hab.) (VLA) — Monasterio de San Miguel Arcángel.
- Vladímir (990) (356 168 hab.) (VLA) — Monumentos Blancos de Vladímir y Súzdal  ( Patrimonio de la Humanidad     (1992)).
- Gus-Jrustalni (1756) (55 421 hab.) (VLA)
- Gorojovets (1168) (12 948 hab.) (VLA) —  Monasterios Srétenski y Nikolski.
- Múrom (862) (109 809 hab.) (VLA) — Catedral de la Anunciación.
- Bogolúbovo (1158) (4494 hab.) (VLA) —

El Anillo es una zona geográfica situada al noreste de Moscú, entre los ríos Volga y Kliazma. La región es una bolsa de tierra negra particularmente fértil  llamada opolié (opolato), que significa campos (en ruso: ополие). Dicha franja jugó un papel de considerable importancia en el desarrollo económico de Rusia. La riqueza de la tierra explica por qué esta zona fue ocupada desde la Edad Media por los Rus.
Además de este activo, su posición en las rutas fluviales le dio una posición geográfica y estratégica muy importante desde una edad temprana. En el corazón de la opolié, Vladímir, Pereslavl-Zaleski, Rostov y Suzdal experimentaron un crecimiento excepcional como evidencian los muchos monumentos a la arquitectura antigua de los siglos XII al XVII (cúpulas con bulbos estrellados, simples muros blancas blanqueadas, vastos monumentos barrocos).
Verdaderos museos al aire libre, estas ciudades medievales guardan el recuerdo de los acontecimientos más importantes de la historia rusa. Catedrales e iglesias, conventos, monasterios y museos de bellas artes impresionan por su esplendor y atestiguan la riqueza del patrimonio  ruso.

## Galería de imágenes

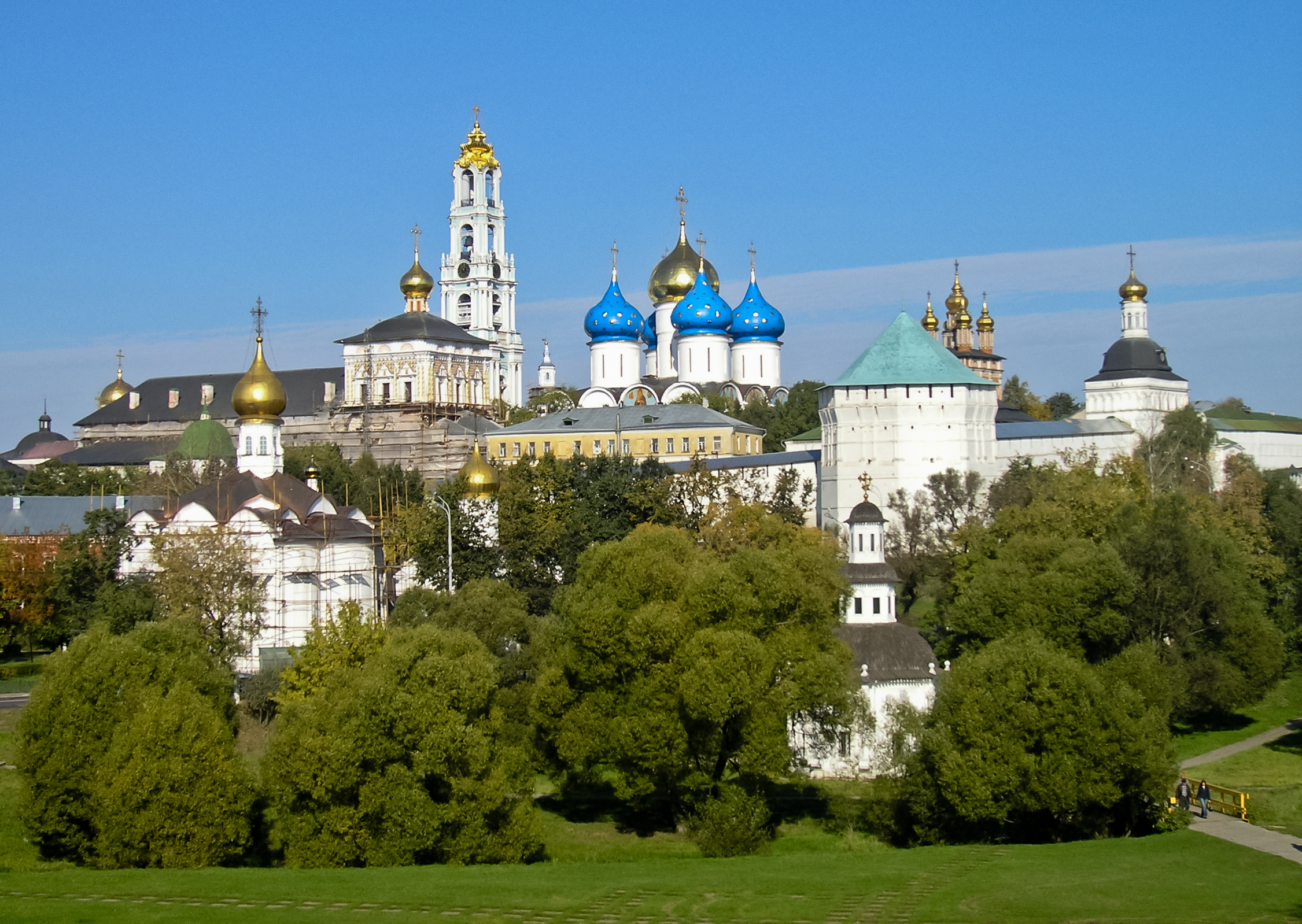
Laura de la Trinidad y San Sergio
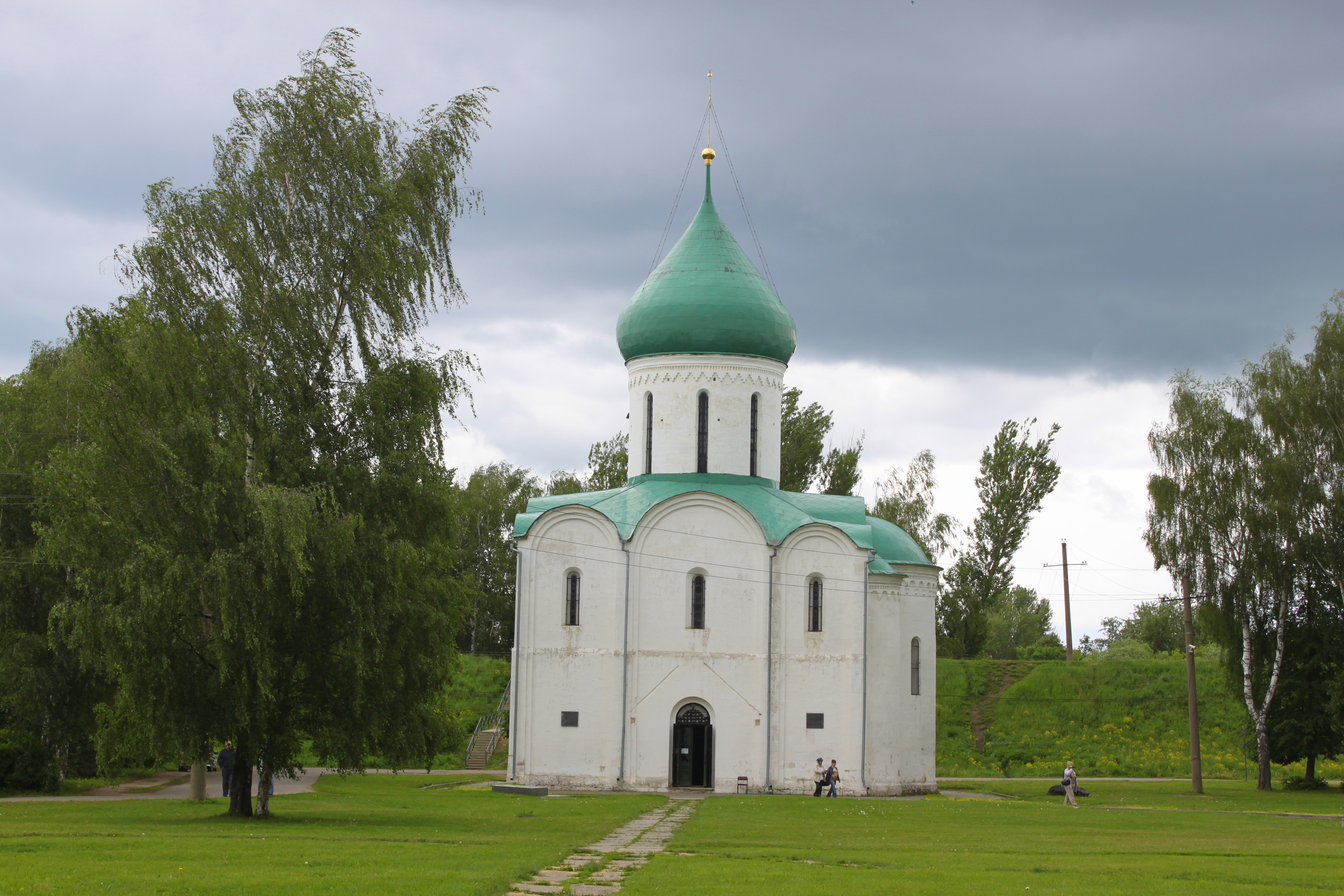
Iglesia de la Transfiguración de Pereslavl-Zalesski (1156)
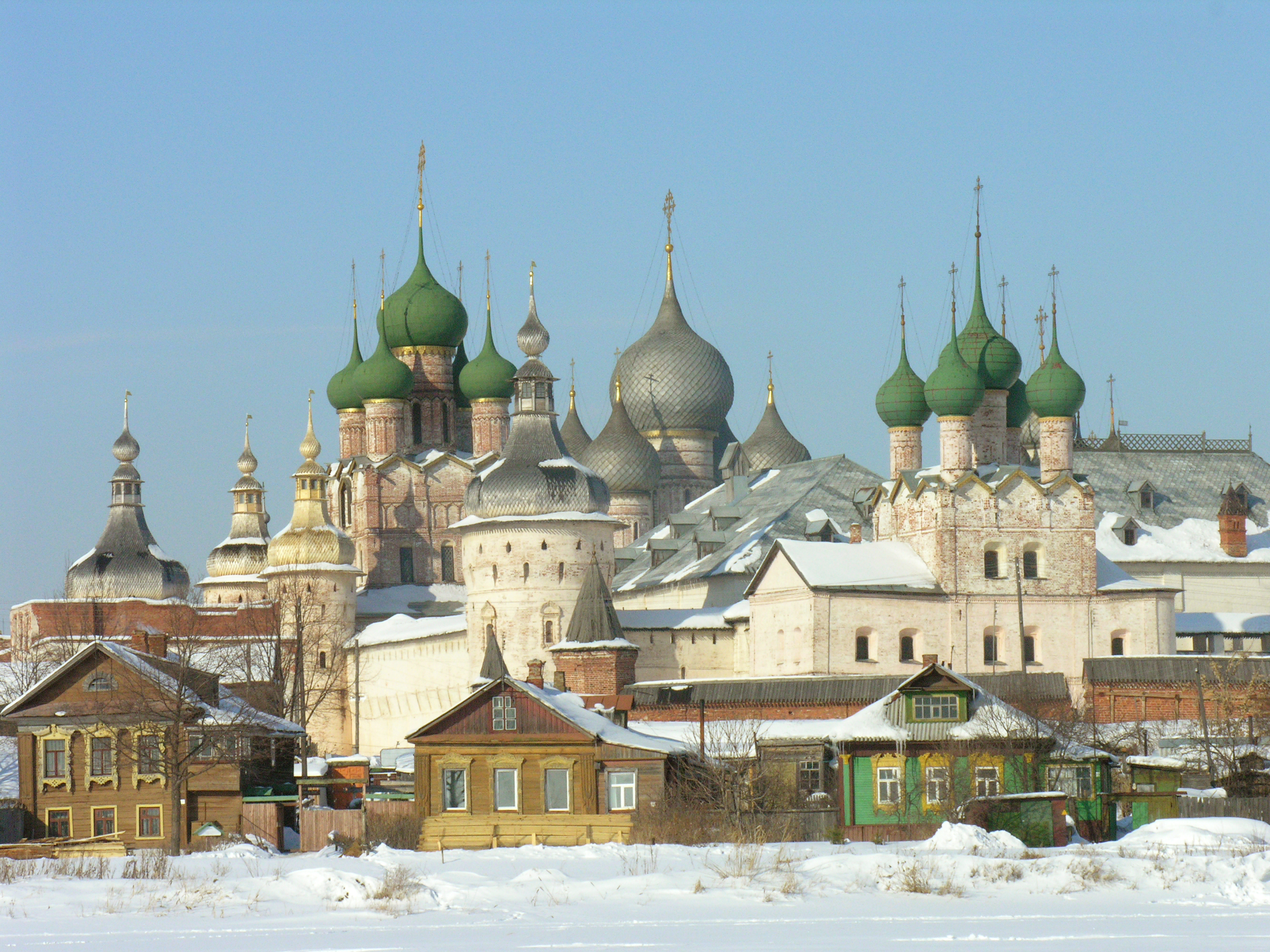
Kremlin de Rostov
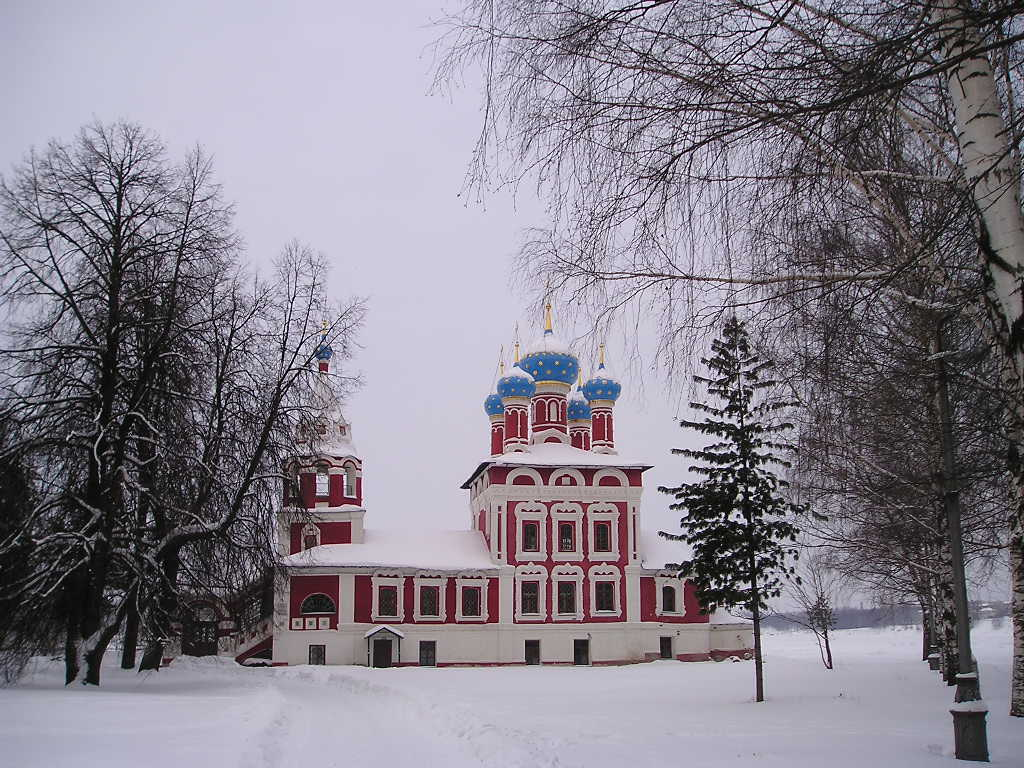
Iglesia del Príncipe Dimitri sobre la Sangre derramada en Úglich
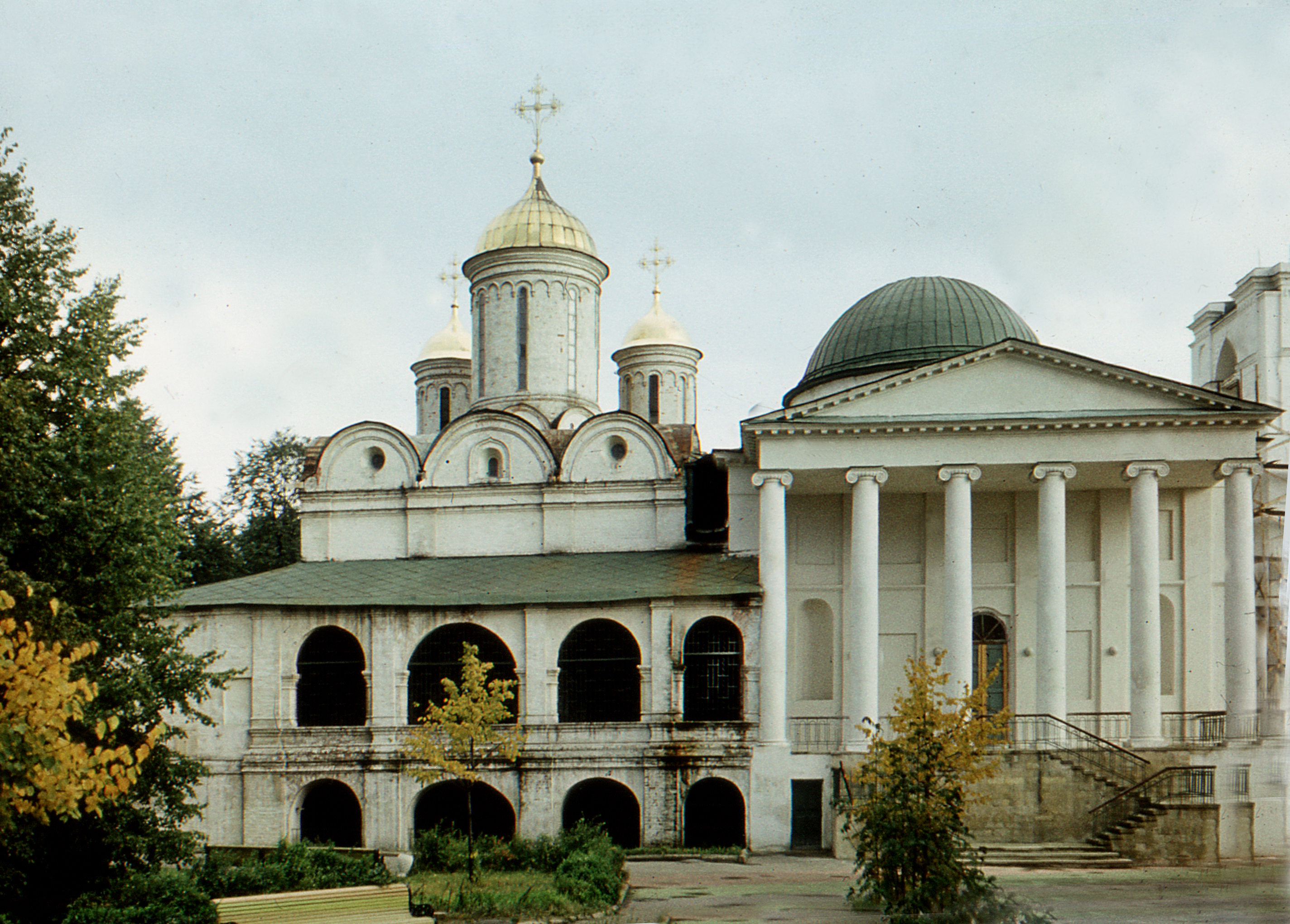
Monasterio de la Transfiguración del Salvador, Yaroslavl
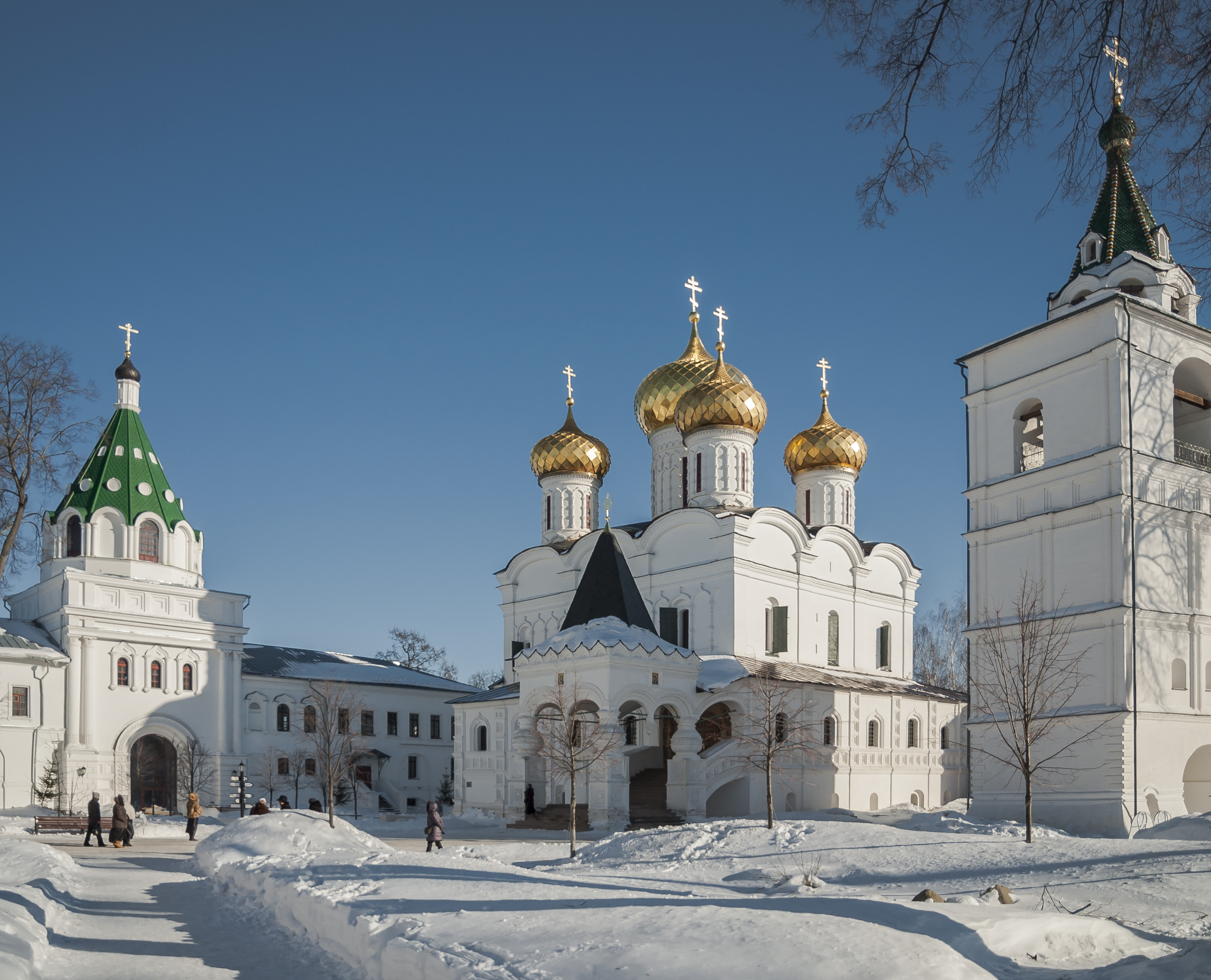
Catedral de la Trinidad del monasterio de Ipatiev, en Kostroma
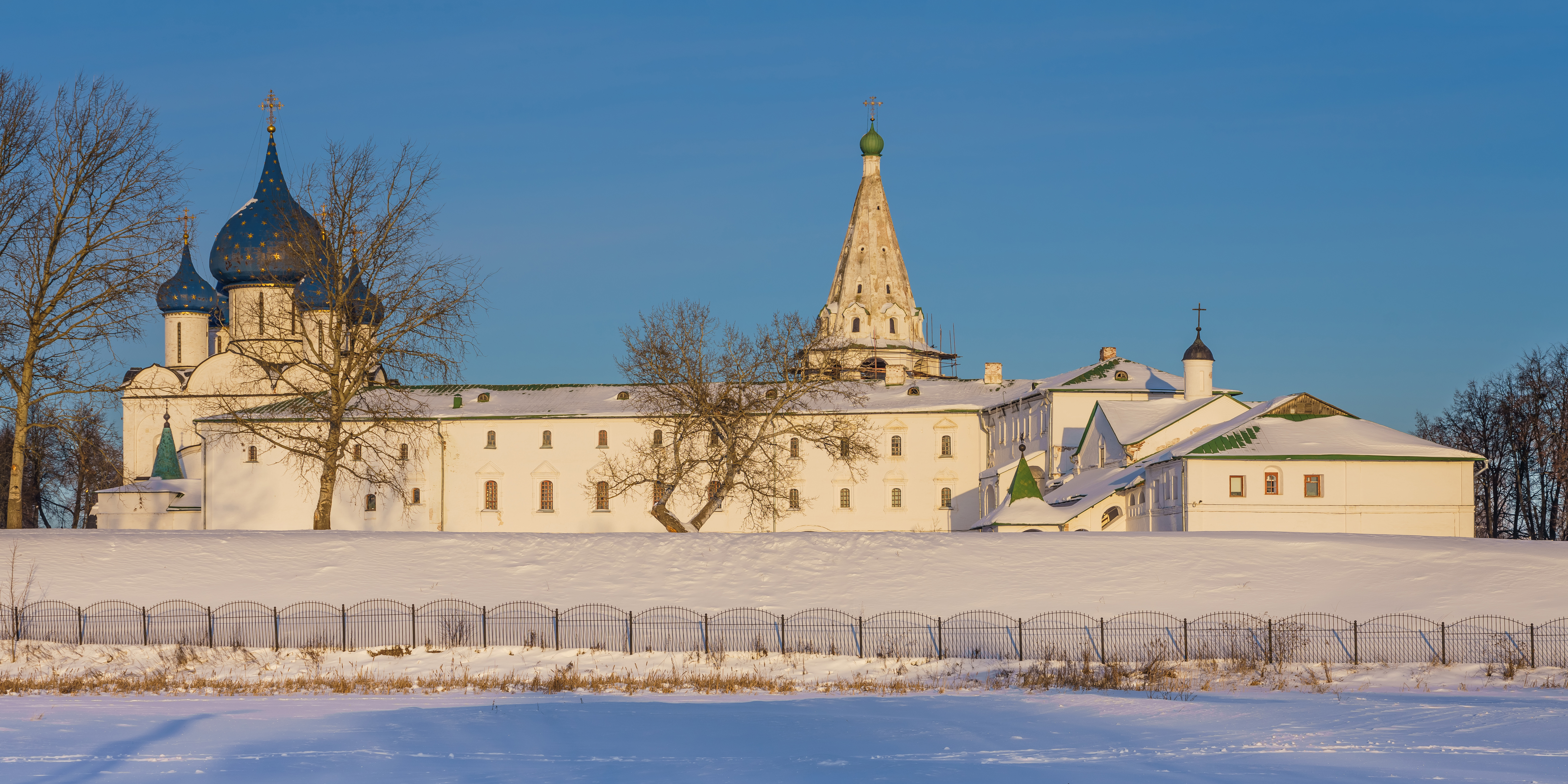
Kremlin de Súzdal
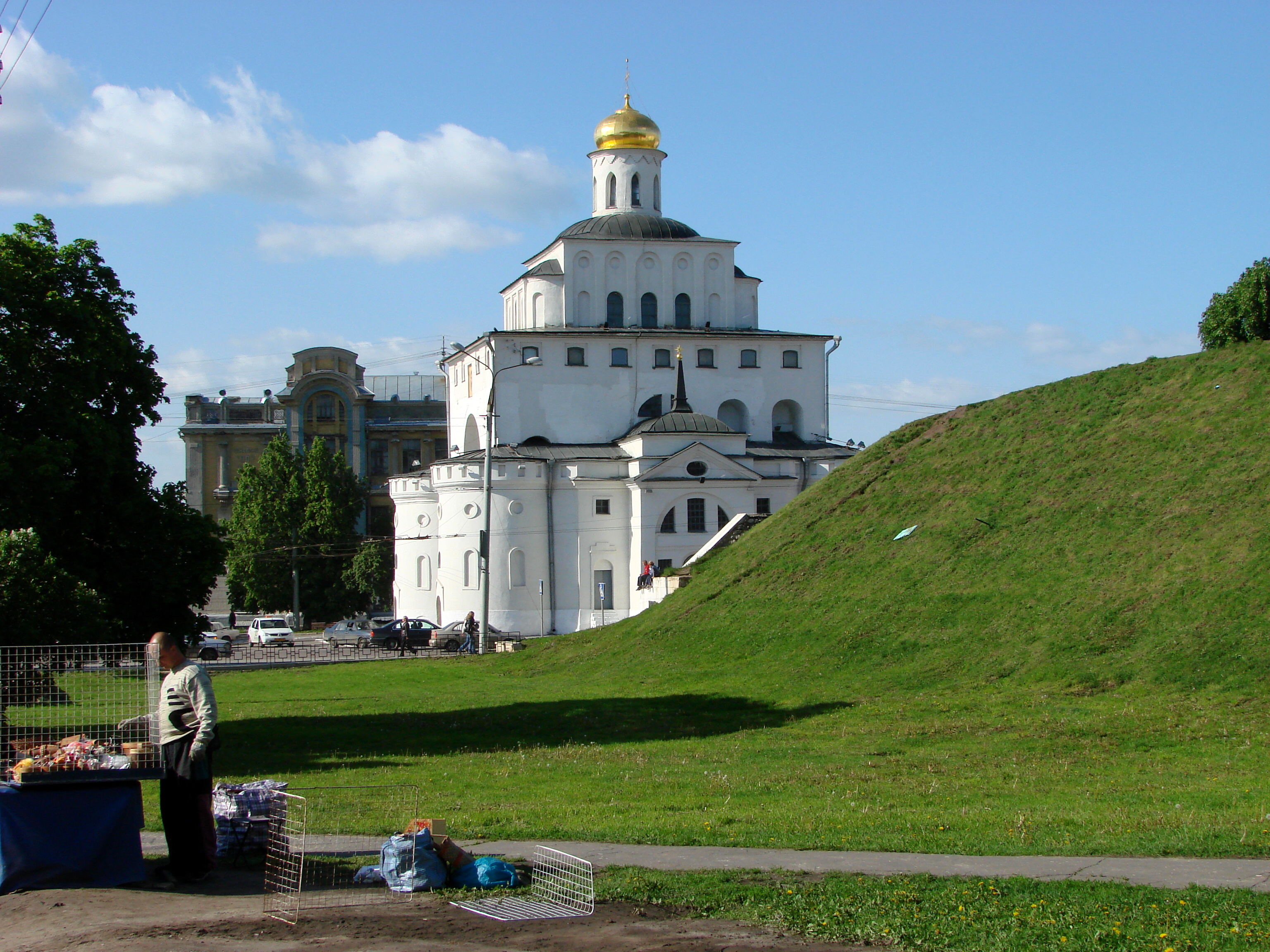
Puerta Dorada de Vladímir